# Smaragdmos
Smaragdmos of geel zijdemos (Homalothecium lutescens) is een soort uit het geslacht zijdemos (Homalothecium). Het is te herkennen aan de stijve, rechte stengels en takken en de rechtzijdige, smal-driehoekige, in de lengte diep en lang geplooide blaadjes.

## Determinatie
Smaragdmos is een sterke, lange plant die 15 cm lang kan worden. De kleur is geelgroen of frisgroen en onregelmatig en los vertakt. 
De dicht bij elkaar geplaatste bladeren zijn driehoekig-lancetvormig van vorm, sterk longitudinaal gevouwen (meestal 4 duidelijke vouwen in de lengte richting die goed herkenbaar zijn met een vergrootglas) en onregelmatig fijn gekarteld aan de rand. De bladnerf reikt meestal tot driekwart van het blad. De lange lineaire prosenchymatische lamina-cellen zijn ongeveer 45 tot 95 µm lang en 4 tot 7 µm breed. De rechthoekige langwerpige cellen aan de basis van het blad zijn gevlekt en dikwandig.
Het rijpen van sporen komt relatief zelden voor in het voorjaar. Het sporenkapsel is lichtbruin tot bruin gekleurd en ovaal tot kort cilindrisch van vorm en horizontaal of licht hellend.

### Gelijkende soorten
Verwarring is mogelijk met:
- gewoon zijdemos (Homalothecium sericeum), dat meestal kleiner is en hakig gekromde takken heeft
- dikkopmossen (Brachythecium-soorten), waarvan de bladen eveneens geplooid zijn, maar met een smallere basis en meer toegespitst zijn.

## Ecologie
Smaragdsmos groeit onder meer in open, droog, zwak stuivend duingrasland, kalkgrasland, kalkrijke rivierduinen, op zonnige oude muren en op dijken van basisch gesteente. 

## Verspreiding
Smaragdmos komt voor in heel Europa en in delen van Noord-Afrika en Noord-Amerika. In Nederland komt het vrij zeldzaam voor. Het wordt vooral in de duinen en in Zuid-Limburg, langs de grote rivieren en de IJsselmeerkust gevonden. Op de waddeneilanden wordt de soort relatief vaak langs met schelpen verharde fietspaden aangetroffen. Het staat op de Nederlandse Rode Lijst in de categorie kwetsbaar.

## Naam
De naam Homalothecium vertaalt grofweg uit het Latijn als "even geval" en verwijst naar de rechte zijden van de sporenkapsels van veel van de soorten binnen dit geslacht. De soortaanduiding fulgescens komt uit het Latijn en betekent 'glanzend' en verwijst naar het glanzende uiterlijk van de matten van dit mos als ze droog zijn.

## Fotogalerij

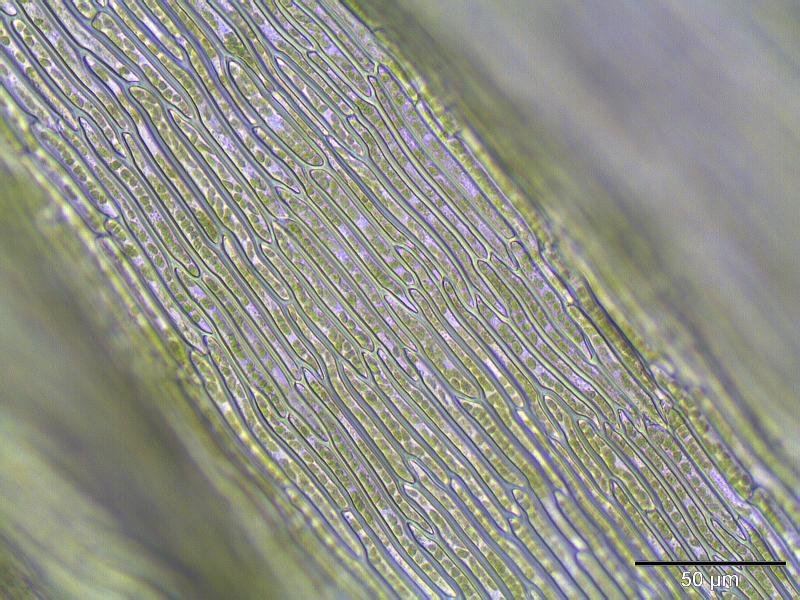
Laminacellen
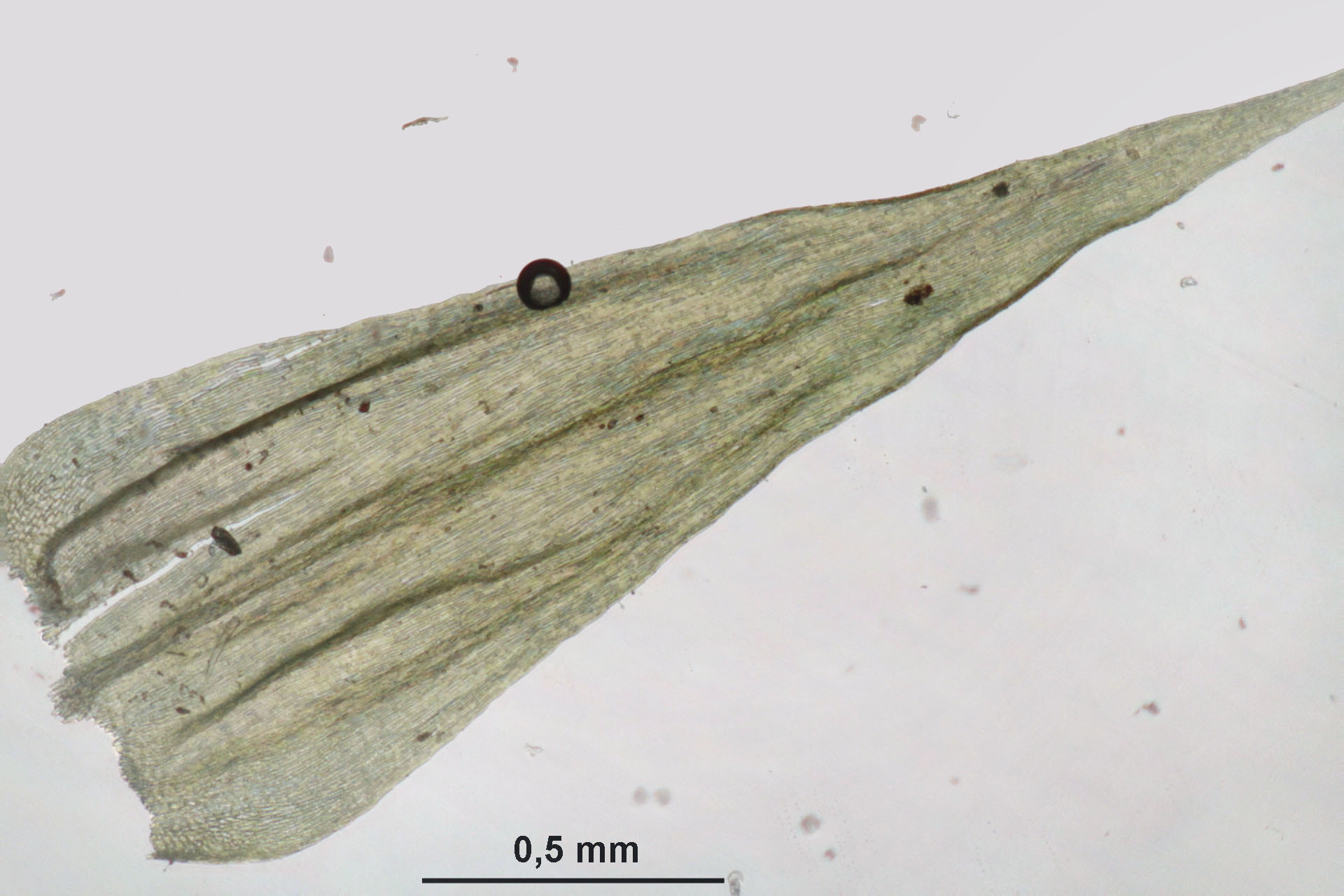
Lang blad met meerdere kenmerkende plooien in de lengte richting
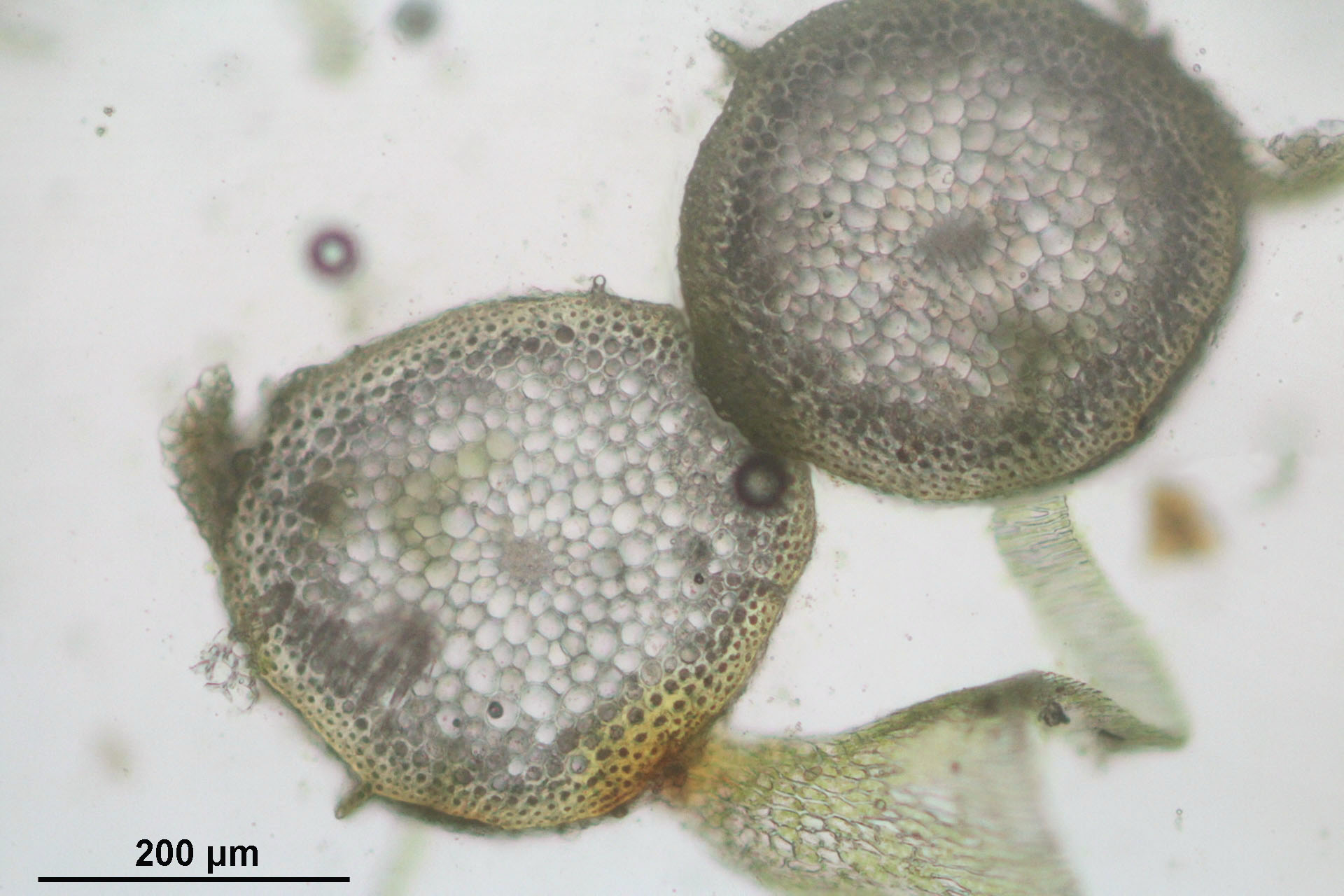
Doorsnede stengel